# Dżafarabad-e Czelik
Dżafarabad-e Czelik – wieś w Iranie, w ostanie Azerbejdżan Zachodni, w szahrestanie Mijandoab. W 2006 roku liczyła 394 mieszkańców.